# تریگوه اسمیت
تریگوه اسمیت (انگلیسی: Trygve Smith؛ زاده ۲۰ سپتامبر ۱۸۸۰ درگذشته ۱۰ نوامبر ۱۹۴۸) یک تنیس‌باز اهل نروژ بود.